# Teodoro, król borów
Teodoro, król borów – nowela Zygmunta Krasińskiego z 1830.
Teodoro stanowi pierwszy krok Krasińskiego w kierunku twórczości nowelistycznej. Akcja utworu rozgrywa się w scenerii korsykańskiej. Historia bohatera, opanowanego ideą zemsty, została oparta na opowiadaniu Washingtona Irvinga Filip z Pokanoket.